# Bazzania zonulata
Bazzania zonulata är en bladmossart som beskrevs av Meagher. Bazzania zonulata ingår i släktet revmossor, och familjen Lepidoziaceae. Inga underarter finns listade i Catalogue of Life.